# Rota no solo

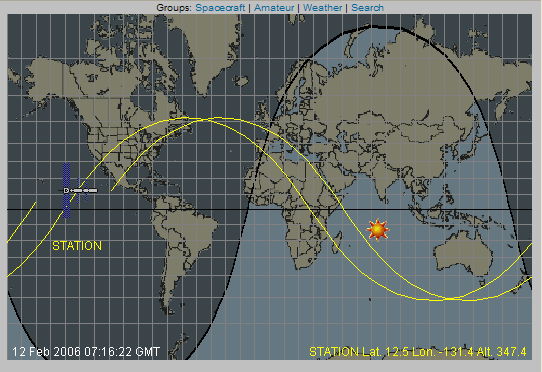
A rota no solo da ISS por aproximadamente dois períodos orbitais. As áreas claras e escuras, representam as áreas da Terra que estão de dia ou de noite, respectivamente.

A rota no solo é o caminho percorrido por um avião ou satélite, projetado na superfície da Terra.
No caso de um satélite, é a projeção em 3D da órbita desse satélite na superfície da Terra ou de qualquer outro planeta que o satélite esteja orbitando.
A rota no solo de um satélite, pode ser visualizada como um caminho na superfície da tela que traça o movimento de uma linha imaginária entre o satélite e o centro do planeta que ele orbita. Em outras palavras, a rota no solo, é o conjunto de pontos sobre os quais o satélite vai passar diretamente acima, ou cruzar o zênite
do ponto de vista de um observador no solo.